# Hishimonus subtilis
Hishimonus subtilis är en insektsart som beskrevs av Knight 1970. Hishimonus subtilis ingår i släktet Hishimonus och familjen dvärgstritar. Inga underarter finns listade i Catalogue of Life.